# Tu-lan
Tu-lan fou kan dels turcs orientals. Va succeir a Mu-ho-tua. Al cap d'un any (vers 588 o 589) es va revoltar un aspirant al tron, de nom T'ou-li, que tenia l'ajut de la Xina, però Tu-lan el va derrotar (599). Va morir el 600.